# Ford Sigma
Ford Sigma — небольшие рядные четырёхцилиндровые двигатели, продаваемые Ford Motor Company под маркой «Zetec-SE» и компанией Mazda под маркой «MZI». Двигатель был представлен в середине 1990-х, производство продолжается по сегодняшний день. Подобно SHO V6 и SHO V8, Sigma был разработан с помощью Yamaha. Предназначавшийся для меньших моделей Ford, двигатель должен был заместить более старые HCS и менее объёмные CVH.

## Применения
- 1.25 л:
  - 75 л.с. (55 кВт) и 110 Нм:
    - 1995–1999 Ford Fiesta Mk4 1.25
    - 1999–2002 Ford Fiesta Mk5 1.25
    - 2002–н.в. Ford Fiesta Mk6 1.25

- 1.4 л:
  - 90 л.с. (66 кВт) и 125 Нм:
    - 1995–1999 Ford Fiesta Mk4 1.4
    - 1997–2000 Ford Puma 1.4
    - 1999–2002 Ford Fiesta Mk5 1.4

  - 80 л.с. (59 кВт) и 124 Нм:
    - 2002–н.в. Ford Fiesta Mk6 1.4

  - 75 л.с. (55 кВт) и 124 Нм:
    - 1998–2004 Ford Focus 1.4

- 1.6 л:
  - 100 л.с. (73 кВт) и 145 Нм:
    - 1998–2004 Ford Focus 1.6
    - 1999–2002 Ford Fiesta Mk5 1.6
    - 2000–2002 Ford Puma 1.6
    - 2002–н.в. Ford Fiesta Mk6 1.6
    - 2002–н.в. Ford Fusion 1.6
    - 2003–н.в. Ford Focus C-MAX 1.6 100 PS

  - 100 л.с. (73 кВт) и 150 Нм:
    - 2004–н.в. Ford Focus 1.6 100 PS

  - 115 л.с. Ti-VCT (84 кВт) и 155 Нм:
    - 2004–н.в. Ford Focus 1.6 115 PS
    - 2004–н.в. Ford Focus C-MAX 1.6 115 PS
    - 2007–н.в. Ford Mondeo 1.6 115 PS

  - 125 л.с. Ti-VCT (92 кВт) и 160 Нм:
    - 2007–н.в. Ford Mondeo 1.6 125 PS

- 1.7 л:
  - 126 л.с. (93 кВт) и 157 Нм:
    - 1997–2002 Ford Puma 1.7

  - 154 л.с. (113 кВт) и 162 Нм:
    - 1999–2002 Ford Racing Puma 1.7

### Zetec-Rocam (более дешёвая бразильская версия)
1.3 L Endura(1299 cc/79 cu in) applications:
- …–н.в. латиноамериканский Ford Ka 1.3, 59 л.с. (43 кВт) и 104 Нм

1.6 L (1596 or 1597 cc/97 cu in) applications:
- …–н.в. Latin America Ford SportsKa 1.6, 94 л.с. (69 кВт) и 136 Нм
- …–н.в. Latin America Ford StreetKa 1.6, 94 л.с. (69 кВт) и 136 Нм

## Галерея
- 1,25-литровый двигатель Duratec на Ford Fiesta 2009 года
- 1,7-литровый двигатель Zetec-S на Ford Puma
- 1,6-литровый двигатель Duratec с TI-VCT на Ford Focus 2012 года